# Bahnstrecke Natick–Saxonville
| Streckenlänge: | 6,3 km               |                         |                         |
| Spurweite: | 1435 mm (Normalspur) |                         |                         |
| Zweigleisigkeit: | –                    |                         |                         |
| |                      |                         |                         |
| Gesellschaft: | zuletzt CSXT         |                         |                         |
| \| \| \| von Boston \| \| \| \| 0,0 \| Natick MA (ehem. Bf.) \| Natick MA (ehem. Bf.) \| \| \| \| B&W (Washington Street) \| \| \| \| \| MBS (North Main Street) \| \| \| \| \| nach Worcester \| \| \| \| \| Worcester Street \| \| \| \| \| B&W (Worcester Street) \| \| \| \| \| Cochituate MA \| \| \| \| \| Interstate 90 \| \| \| \| 6,3 \| Saxonville MA \| Saxonville MA \| |                      |                         |                         |
| Strecke |                      | von Boston              | von Boston              |
| Haltepunkt / Haltestelle | 0,0                  | Natick MA (ehem. Bf.)   | Natick MA (ehem. Bf.)   |
| Kreuzung mit U-Bahn geradeaus unten (Querstrecke außer Betrieb) |                      | B&W (Washington Street) | B&W (Washington Street) |
| Kreuzung mit U-Bahn geradeaus unten (Querstrecke außer Betrieb) |                      | MBS (North Main Street) | MBS (North Main Street) |
| Abzweig ehemals geradeaus und nach links |                      | nach Worcester          | nach Worcester          |
| Haltepunkt / Haltestelle (Strecke außer Betrieb) |                      | Worcester Street        | Worcester Street        |
| Kreuzung mit U-Bahn geradeaus oben (Strecken außer Betrieb) |                      | B&W (Worcester Street)  | B&W (Worcester Street)  |
| Bahnhof (Strecke außer Betrieb) |                      | Cochituate MA           | Cochituate MA           |
| Strecke mit Straßenbrücke (Strecke außer Betrieb) |                      | Interstate 90           | Interstate 90           |
| Kopfbahnhof Streckenende (Strecke außer Betrieb) | 6,3                  | Saxonville MA           | Saxonville MA           |

Die Bahnstrecke Natick–Saxonville ist eine eingleisige, stillgelegte Eisenbahnstrecke in Massachusetts (Vereinigte Staaten). Sie ist sechs Kilometer lang und verband die Stadt Natick mit der Ortschaft Saxonville, einem Stadtteil von Framingham.

## Geschichte
Die Boston and Worcester Railroad eröffnete im Juli 1846 die Zweigstrecke von ihrer Hauptstrecke nach Saxonville, wo sich einige Fabriken angesiedelt hatten. 1867 fusionierte die Boston&Worcester mit anderen Gesellschaften zur Boston and Albany Railroad, die auch die Zweigstrecke nach Saxonville übernahm und fortan betrieb. Mit der Übernahme der Boston&Albany 1900 durch die New York Central and Hudson River Railroad (später New York Central Railroad) änderte sich zunächst nur der Eigentümer, die Betriebsführung blieb bei der Boston&Albany.  
Nachdem zwei Straßenbahngesellschaften Strecken von Natick und Framingham nach Saxonville eröffnet hatten, ging der Personenverkehr auf der Strecke zurück. Weitere Fahrgäste wanderten ab, als sich nach dem Ersten Weltkrieg immer mehr Verkehr auf die Straßen verlagerte. Die Bahngesellschaft stellte daher 1936 den Personenverkehr auf der Strecke nach Saxonville ein. Der Güterverkehr lief weiter und wurde ab 1968 durch die Penn Central und ab 1976 durch deren Nachfolgeunternehmen Conrail betrieben. Um 1987 legte sie den Abschnitt zwischen Cochituate und Saxonville still. Nach der Conrail-Übernahme 1999 betrieb die CSX Transportation den Güterverkehr auf dem restlichen Abschnitt, legte ihn jedoch 2006 ebenfalls still. Die Städte Framingham und Natick planen, einen Rad- und Wanderweg auf der landschaftlich reizvollen Trasse zu bauen.

## Streckenbeschreibung
Die Strecke zweigt westlich des Bahnhofs Natick aus der Hauptstrecke Boston–Worcester ab und führt in nordwestliche Richtung durch Natick. Der erste Haltepunkt befand sich an der Worcester Street in North Natick. Ab hier verläuft die Strecke durch den Cochituate State Park und entlang des Westufers des Lake Cochituate. In Höhe Commonwealth Road überquert die Bahntrasse die Stadtgrenze zwischen Natick und Framingham, unterquert im weiteren Verlauf die Interstate 90 und erreicht den Endbahnhof Saxonville an der School Street.

## Personenverkehr
1869 verkehrten auf der Strecke pro Tag zwei Personenzugpaare Boston–Saxonville. 1901, nach der Übernahme durch die New York Central, fuhren an Werktagen zwei Zugpaare von Boston und ein zusätzliches Zugpaar nur zwischen Natick und Saxonville. Sonntags ruhte der Personenverkehr. Kurz vor der Einstellung des Personenverkehrs verkehrte 1934 werktags nur noch ein Zug vor allem für Berufspendler, der früh von Saxonville nach Boston und nachmittags wieder zurückfuhr.